# Gennadij Morozov
Gennadij Vladimirovič Morozov (in russo Геннадий Владимирович Морозов?; Mosca, 30 dicembre 1962) è un allenatore di calcio ed ex calciatore sovietico, dal 1992 russo.

## Palmarès
- Campionato sovietico: 1

Spartak Mosca: 1989